# Nothobartsia asperrima
Nothobartsia asperrima é uma espécie de planta com flor pertencente à família Scrophulariaceae. 
A autoridade científica da espécie é (Link) Benedí & Herrero, tendo sido publicada em Lagascalia 25: 262. 2005.

## Portugal
Trata-se de uma espécie presente no território português, nomeadamente em Portugal Continental.
Em termos de naturalidade é nativa da região atrás indicada.

## Protecção
Não se encontra protegida por legislação portuguesa ou da Comunidade Europeia.